# Adele Fornarino
Adele Marie Fornarino (Melbourne, 17 de setembro de 1999) é uma grappler australiana e competidora e treinadora faixa-preta de jiu-jitsu brasileiro (BJJ). Ela conquistou o título em duas categorias de peso no Campeonato Mundial ADCC de 2024.

## Início de vida
Adele Fornarino nasceu em 17 de setembro de 1999, em Melbourne, Austrália, onde também cresceu. Seus pais tinham empregos corporativos tradicionais, e ela seguiu seu irmão mais velho em esportes. Ela não tinha exposição ao BJJ.
Dos 7 aos 14 anos, Fornarino jogou futebol. Em 2009, aos 10 anos, adicionou o BJJ às suas atividades semanais. Fornarino queria ser policial e achava que praticar uma arte marcial ajudaria, então usou o Google para procurar academias próximas, e a escolhida era uma academia de BJJ.
Seus primeiros instrutores foram David Hart, David Christopher e Lincoln Handcock.
O interesse de Fornarino pelo BJJ superou seu interesse pelo futebol. Ela notou que preferia a responsabilidade individual do BJJ em vez da dependência de equipe no futebol. Também percebeu que o BJJ causava menos dor no joelho do que o futebol.
Aos 12 anos, Fornarino competiu em sua primeira competição de BJJ, a qual venceu. À medida que crescia, a falta de adversárias femininas a levou a competir nas divisões adultas de faixa-branca. Em 2015, venceu o Grappling Tournaments Australia, um evento que mudou sua carreira, pois lhe garantiu uma passagem paga para competir no Campeonato Mundial da IBJJF de 2016.
Aos 16 anos, Fornarino começou a viajar para o exterior para competir em BJJ. No Campeonato Mundial de Jiu-Jitsu da IBJJF de 2016, tornou-se campeã na categoria Juvenil como faixa-azul. Após a vitória, percebeu o quão grande era o BJJ no mundo em comparação com a Austrália. Devido às suas fortes atuações, aos 18 anos, Fornarino decidiu competir no BJJ como carreira em tempo integral.

## Carreira no grappling
Embora Fornarino tenha passado a maior parte de seu tempo sob a orientação de seus treinadores na Austrália, em novembro de 2022 ela foi para a Atos Jiu-Jitsu para se preparar para o Campeonato Mundial de Jiu-Jitsu Sem Quimono da IBJJF de 2022. Ela retornou regularmente à Atos Jiu-Jitsu para campos de treinamento e até representou a equipe em algumas competições.
Fornarino tornou-se conhecida como atleta de BJJ durante seu tempo como faixa-marrom. Sua conquista mais significativa foi vencer o Campeonato Mundial de Jiu-Jitsu Sem Quimono da IBJJF de 2022 como faixa-marrom na categoria peso-pena.
Em setembro de 2022, Fornarino competiu no Campeonato Mundial de ADCC de 2022, onde foi eliminada na primeira rodada por Ffion Davies via mata-leão.
Em dezembro de 2022, após quatro anos como faixa-marrom, Fornarino foi promovida a faixa-preta por David Hart.
Em 2023, Fornarino competiu no Campeonato Mundial de Jiu-Jitsu de 2023, sua primeira vez nos mundiais como faixa-preta. Embora tivesse se destacado e construído uma reputação como grappler sem quimono, achou que competir no quimono era diferente e não conseguiu medalhar nesse torneio. Um dos maiores objetivos de Fornarino é ser a primeira australiana nativa a vencer o campeonato mundial como faixa-preta no quimono.
Em 9 de fevereiro de 2024, Fornarino substituiu Ffion Davies, que estava lesionada, para competir contra Tubby Alequin no WNO 22, sua estreia no evento. Em apenas 23 segundos, ela finalizou Alequin via leglock, empatando com Nicky Ryan pelo recorde de finalização mais rápida na história do WNO.
Em agosto de 2024, Fornarino tornou-se campeã em sua categoria de peso e na categoria absoluto no Campeonato Mundial de ADCC de 2024. Isso a tornou a primeira australiana a vencer o evento e também a primeira a vencer na categoria absoluto. Na divisão até 55 kg, Fornarino derrotou Mayssa Bastos por decisão, Jasmine Rocha por finalização em 69 segundos nas semifinais e Bianca Basilio por finalização (armlock) em 2 minutos e 40 segundos na final. Na categoria absoluto, ela venceu Brianna Ste-Marie por finalização (armlock), Rafaela Guedes por finalização (kneebar) nas quartas de final e semifinais, respectivamente, e Beatriz Mesquita por decisão na final. Sua atuação incluiu quatro finalizações em seis lutas, destacando sua especialidade em armlocks e kneebars.
Fornarino estava escalada para liderar o UFC Fight Pass Invitational 10 em 6 de março de 2025, onde enfrentaria Ffion Davies no primeiro evento principal feminino da promoção. No entanto, Davies desistiu do evento devido a uma lesão no ombro. A luta foi remarcada para o UFC Fight Pass Invitational 11 em 29 de maio de 2025. Fornarino perdeu a luta por decisão dividida.

## Vida pessoal
O apelido de Fornarino, "Daddy", vem de sua persona, que é uma identidade brincalhona, mas empoderada, simbolizando sua confiança e determinação. Essa persona a ajuda a transmitir confiança e reduzir a autocrítica.

## Conquistas em competições de grappling
Principais conquistas:
Como faixa-preta:
- Campeã em 2024 na categoria de peso e absoluto - Campeonato Mundial de ADCC
- Campeã Campeonato Pan-Americano de Jiu-Jitsu Sem Quimono da IBJJF em 2023
- Campeã Campeonato Europeu de Jiu-Jitsu Sem Quimono da IBJJF em 2023
- 2º lugar Campeonato Brasileiro de Jiu-Jitsu em 2023
- 2º lugar Campeonato Mundial de Jiu-Jitsu Sem Quimono da IBJJF em 2023
- Campeã do Grapplefest 16 (2023 – até 60 kg)
- Vencedora do WNO 22 (2024)
- Vencedora do WNO 24 (2024)

Como faixas coloridas:
- Campeã Mundial da IBJJF Sem Quimono (2022 – faixa-marrom, peso-pena)
- Campeã Mundial da IBJJF (2016 – Juvenil, faixa-azul)
- Campeã do Grappling Tournaments Australia (2015)

## Linhagem de instrutores
Carlos Gracie → Helio Gracie → Carlos Gracie Jr. → Jean Jacques Machado / Rigan Machado → John Will → David Hart → Adele Fornarino